# Camí d'Herba-savina
El Camí d'Herba-savina és un camí del terme de Conca de Dalt, al Pallars Jussà, a l'antic terme d'Hortoneda de la Conca, a l'àmbit del poble d'Herba-savina.
Arrenca del Camí de Carreu al Clot de Planers, a prop i al sud de la Font de les Trilles, des d'on surt cap al nord-est fent alguns revolts per tal de guanyar alçada. Així, en 1.800 metres de recorregut arriba a Herba-savina, després de passar ran de la Font del Toll i de la Font del Poble i de deixar a migdia del camí els paratges de la Parada i el Tros de Narriu de Tarrufa.